# Desplatsia
Desplatsia är ett släkte av malvaväxter. Desplatsia ingår i familjen malvaväxter.
Kladogram enligt Catalogue of Life:
| Desplatsia | \| \| Desplatsia chrysochlamys \| \| \| \| \| \| Desplatsia dewevrei \| \| \| \| \| \| Desplatsia mildbraedii \| \| \| \| \| \| Desplatsia subericarpa \| \| \| \| |
|            | \| \| Desplatsia chrysochlamys \| \| \| \| \| \| Desplatsia dewevrei \| \| \| \| \| \| Desplatsia mildbraedii \| \| \| \| \| \| Desplatsia subericarpa \| \| \| \| |
|            | Desplatsia chrysochlamys |
|            | |
|            | Desplatsia dewevrei |
|            | |
|            | Desplatsia mildbraedii |
|            | |
|            | Desplatsia subericarpa |
|            | |